# ریج‌ویل کورنرز (اوهایو)
ریج‌ویل کورنرز (به انگلیسی: Ridgeville Corners) یک منطقهٔ مسکونی در ایالات متحده آمریکا است که در اوهایو واقع شده‌است. ریج‌ویل کورنرز ۲٫۳۷ کیلومتر مربع مساحت و ۴۳۵ نفر جمعیت دارد و ۲۲۴٫۰۳ متر بالاتر از سطح دریا واقع شده‌است.